# Pelegrina peckhamorum
Pelegrina peckhamorum är en spindelart som först beskrevs av Benjamin J. Kaston 1973.  Pelegrina peckhamorum ingår i släktet Pelegrina och familjen hoppspindlar. Inga underarter finns listade i Catalogue of Life.